# کلاوس راندبرگ
کلاوس راندبرگ (انگلیسی: Claës Rundberg; ۱۴ نوامبر ۱۸۷۴ – ۲۷ مهٔ ۱۹۵۸) ورزشکار اهل سوئد بود.
وی در مسابقات کشوری و بین‌المللی در مجموع برندهٔ ۱ مدال نقره شده‌است.